# Cosmina
Cosmina is een geslacht van insecten uit de familie van de Bromvliegen (Calliphoridae), die tot de orde tweevleugeligen (Diptera) behoort.

## Soort
- C. prasina (Brauer & Bergenstamm, 1889)